# Francesco Canalini
Francesco Canalini (Osimo, Itália, 23 de março de 1936) - padre católico, arcebispo, núncio apostólico aposentado na Suíça e Liechtenstein.
Em 18 de março de 1961, foi ordenado sacerdote e incardinado na diocese de Osimo-Cingoli. Em 1966 começou a preparar-se para o serviço diplomático na Pontifícia Academia da Igreja.
Em 1º de junho de 1971, o Papa Paulo VI concedeu-lhe o título honorário de Capelão de Sua Santidade (Monsenhor) e em 6 de julho de 1983 João Paulo II o título de Prelado Honorário de Sua Santidade. 
Em 28 de maio de 1986, João Paulo II o nomeou pró-núncio apostólico na Indonésia e arcebispo titular de Valéria. A consagração episcopal em 12 de julho de 1986 foi dada pelo Card. Agostino Casaroli.
Depois representou a Santa Sé no Equador (1991-1998) e na Austrália (1998-2004).
Em 2004 foi transferido para a nunciatura na Suíça, sendo acreditado no Liechtenstein. Aposentou-se em abril de 2011. Ele foi sucedido pelo arcebispo Diego Causero. 